# تيريزا ميدينا
تيريزا ميدينا (بالإسبانية: Teresa Medina)‏ هي مصورة سينمائية إسبانية، ولدت في 30 ديسمبر 1965 في مدريد في إسبانيا.

## وصلات خارجية
- تيريزا ميدينا على موقع IMDb (الإنجليزية)
- تيريزا ميدينا على موقع ألو سيني (الفرنسية)
- تيريزا ميدينا على موقع أول موفي (الإنجليزية)
- تيريزا ميدينا على موقع قاعدة بيانات الأفلام السويدية (السويدية)
- تيريزا ميدينا على موقع قاعدة بيانات الفيلم (الإنجليزية)
- تيريزا ميدينا على موقع كينوبويسك (الروسية)